# Окольные методы производства
Окольные методы производства (нем. Produktionsumwege, англ. Roundaboutness)— это процесс, в котором сначала производятся средства производства (капитальные блага), а затем с их помощью производятся желаемые потребительские блага.

## Происхождение
Термин был введён экономистом австрийской школы Ойгеном фон Бём-Баверком, который утверждал, что именно потребительский спрос, а не объём сбережений, определяет величину капиталовложений в любой отрасли. Бём-Баверк основывался на концепциях таких вульгарных экономистов, как Бастиа, которые утверждали, что если земля и труд — это факторы производства, то капитал — это не фактор, а особенность процесса производства, которая делает производство более продуктивным.

## Обзор
Австрийский экономист Ойген фон Бем-Баверк выступал как против рикардианской трудовой теории цен, так и против теории эксплуатации Маркса. В первом случае он утверждал, что отдача на капитал возникает из-за окольного характера производства. Например, стальная лестница будет производиться и поставляться на рынок только в том случае, если конечный спрос на такую лестницу будет способствовать промежуточным процессам, необходимым для её производства — добыче железной руды, выплавке стали, производству машин, которые прессуют эту сталь в форме лестницы, машин, которые, в свою очередь, производят и помогают обслуживать эти прессовочные машины, и т. д. Сторонники трудовой теории стоимости отмечают, что каждый шаг в этом процессе, пусть и окольный, включает труд. Однако Бём-Баверк указывал, что они упускают сам процесс, окольность, которая обязательно включает в себя течение времени.
Окольные методы, утверждал Бём-Баверк, приводят к тому, что цена продукта оказывается выше, чем стоимость одного лишь труда, который вложен в продукт производства, то есть окольные методы являются источником отдачи на капитал. Это делает ненужным предположение об эксплуатации труда как источнике прибыли, хотя при этом остаётся неясным, как сама по себе длительность производственного процесса производит дополнительную стоимость. Если бы идея Бёма-Баверка была правильной, то чем более неэффективны капиталистические производители, чем дольше их производственные процессы, тем больше прибыли они будут получать. Тогда как на самом деле дополнительные расходы, которые они несут в результате неэффективных производственных процессов, не позволят им продавать свою продукцию по рыночной цене.
В действительности время производства и прибыль не должны быть прямо пропорциональны в разных отраслях; в определённой отрасли с течением времени будет добавлена стоимость в процессе производства при отсутствии эксплуатации; неэффективные фирмы с посредственными производственными системами могут вносить такую же добавленную стоимость в выпуск продукции, как и технологически превосходящие их фирмы с такими же затратами ресурсов, но только в течение более длительного периода времени. Следовательно, неэффективность не приводит к более высокой производительности фирмы. Время, необходимое для всех производственных процессов, а не эксплуатация труда, является той особенностью процесса, которая объясняет добавленную стоимость.
В своей работе «Общая теория занятости, процента и денег» Кейнс критиковал концепцию окольных методов производства.
Во время Кембриджского спора о капитале Пол Самуэльсон доказал, что концепция окольных методов производства неприменима в экономиках со сложным процентом.
Некоторые марксистские авторы применяют концепции, основанные на растущем техническом строении капитала, то есть на увеличении количества средств производства, применяемых в производственном процессе.